# East Japan Railway Company
East Japan Railway Company (яп. JR東日本, Джей-ару Нісі-Ніхон) — велика пасажирська залізнична компанія в Японії та найбільша з семи компаній Японські залізниці, скорочено JR East. Штаб-квартира компанії знаходиться в Йойогі, Шібуя, Токіо, поруч зі станцією Шінджюку.

## Історія
JR East було зареєстровано 1 квітня 1987 року будучи відокремленим від урядової Японської національної залізниці (JNR). Відокремлення номінально було «приватизацією», оскільки компанія фактично була дочірньою компанією, що належала державі JNR Settlement Corporation протягом кількох років, і не була повністю продана громадськості до 2002 року.
Після розпаду компанія JR East керувала операціями на колишніх лініях JNR у районі Великого Токіо, регіоні Тохоку та прилеглих районах.

## Лінії

### Тохоку-сінкансен
Найбільш прибуткова лінія JR East — швидкісна залізниця Тохоку-сінкансен, яка з'єднує Токіо і Хатінохе з Ямагата-сінкансен і Акіта-сінкансен, і теж Дзьоецу Сінкансен і Хокуріку-сінкансен.

### Міські лінії
- Лінія Яманоте
- Лінія Токайдо Токіо — Атамі
- Лінія Тохоку